# Tutuila
Tutuila è un'isola di origine vulcanica situata nel Pacifico meridionale che fa parte dell'arcipelago delle Isole Samoa, a sua volta compreso nella regione della Polinesia. Terza per estensione, è amministrativamente parte delle Samoa Americane, appartenenti agli Stati Uniti d'America.

## Geografia
L'isola è caratterizzata dalla presenza di un grande porto naturale, Pago Pago Harbor, uno dei più grandi del Pacifico centrale, generata dal collasso di una caldera vulcanica e sul quale si affaccia la capitale Pago Pago. L'isola è formata principalmente da tre rilievi, il maggiore dei quali, Matafao Peak, si erge per 653 m sul livello del mare.